# Clifford McEwen
Clifford McEwen (Griswold, 2 luglio 1896 – Toronto, 6 agosto 1967) è stato un aviatore canadese.
Fu il terzo asso del fronte italiano nella prima guerra mondiale.
Il Vice maresciallo dell'aria Clifford Mackay McEwen (2 luglio 1896 - 6 agosto 1967) fu un Asso dell'aviazione del British Royal Flying Corps durante la prima guerra mondiale ed un alto comandante della Royal Canadian Air Force durante la seconda guerra mondiale. 
Con il No. 28 Squadron RAF arriva a 27 vittorie con il Sopwith Camel sul fronte italiano dal 30 dicembre 1917 al 4 ottobre 1918 diventando amico di Antonio Riva.
Clifford MacKay McEwen nacque il 2 luglio 1896 a Griswold, 38 km a sud-ovest di Brandon (Canada) nel Manitoba e crebbe a Moose Jaw, nel Saskatchewan.
Dal giugno 1943 è stato Air officer commanding della Linton-on-Ouse Operational Base della RAF rinominata No. 62 Base nell'ottobre 1943 fino al febbraio 1944.
Il suo servizio nella seconda guerra mondiale culminò nel comando del No. 6 Group RCAF in Inghilterra dal 28 febbraio 1944 al 13 luglio 1945.
Fu sepolto al National Field of Honour di Pointe-Claire nel Québec (provincia).